# Vmesna spiralna galaksija
Vmesna spiralna galaksija je spiralna galaksija, ki je po morfološki razvrstitvi med prečkastimi in navadnimi spiralnimi galaksijami. Njen Hubblov tip je SAB.
Značilne predstavnice takšnih galaksij so:
- IC 342
- IC 469
- Kipar (NGC 253)
- M58
- M61
- M65
- M66
- M83
- M90
- M96
- M98
- M100 (NGC 4321)
- M106 (NGC 4258)
- NGC 10
- NGC 247
- NGC 278
- NGC 450
- NGC 514
- NGC 1087
- NGC 1232
- NGC 1409
- NGC 1566
- NGC 1637
- NGC 1808
- NGC 2207
- NGC 2403
- NGC 2442
- NGC 3054
- NGC 3227
- NGC 3310
- NGC 3596
- NGC 3982
- NGC 4088
- NGC 4151
- NGC 4216
- NGC 4536
- NGC 4559
- NGC 4625
- NGC 4725
- NGC 5005
- NGC 6744
- NGC 6872
- NGC 6946
- NGC 7753
- Vetrnica (M101)